# Сейшельська креольська мова
Сейшельська креольська мова (фр. créole seychellois, англ. Seychellois Creole) або Сеселва (сейш. Seselwa) — один з діалектів маврикійсько-сейшельського наріччя маскаренської креольської мови. Є однією з офіційних мов Сейшельських Островів (поряд з англійською та французькою) і основною мовою спілкування сейшельців.

## Опис
Відразу після отримання незалежності однією з цілей уряду Сейшельських Островів була кодифікація та розвиток Сейшельської мови, створення для неї власної орфографії та написання граматики. Для цього був створений Креольський інститут (Lenstiti Kreol).
| + Порівняння на французькій і сейшельській | Фраза   | Фраза    | Фраза   | Фраза        | Фраза   | Фраза         | Фраза      | Фраза   | Фраза     | Фраза    | Фраза       |
| Сейшельська                                | Nou     |          | tou     | bezwen       |         | travay        | ansanm     | pou     | kree      | nou      | lavenir     |
| Французька вимова (МФА)                    | / Nuz / | / a.vɔ / | / tus / | / bə.zwɛ /   | / də /  | / tra.va.je / | / ɑ.sɑbl / | / pur / | / kre.e / | / nɔtr / | / av.nir /  |
| Французька                                 | Nous    | avons    | tous    | besoin       | de      | travailler    | ensemble   | pour    | créer     | notre    | avenir      |
| Переклад                                   | Ми      | маємо    | все     | необхідність | (чого?) | Роботи        | разом      | для     | створення | нашого   | майбутнього |

У сейшельській креольській визначений артикль, утворений від фр. le, la і les, розвинувся у постійний префікс наступного за ним слова. Так майбутнє буде lavenir(з фр. avenir). Аналогічно у множині, les Îles Éloignées Seychelles(Зовнішні Сейшельські острови) стали Zil Elwanyen Sesel в сейшельській, де Zil вийшло з «les Îles» [le " 'z'il].

## Орфографія
В сейшельській мові використовується 21 латинська буква:
A B D E F G I K L M N O P R S T U V W Y Z
Літери C, H, J, Q та X ніколи не використовуються в сейшельській креольській. Буква «U» використовується тільки в поєднанні з «O»:tou[tu],nou[nu],poul[pul].

## Зразки текстів
Порівняння з родинними креольськими мовами на сусідніх островах:
| Французька                                                                            | Маврикійська креольська мова                                        | Родрігеська креольська мова                                | Сейшельська креольська мова                                   | Реюньйонська креольська мова                                               | Переклад                                                                    |
| ------------------------------------------------------------------------------------- | ------------------------------------------------------------------- | ---------------------------------------------------------- | ------------------------------------------------------------- | -------------------------------------------------------------------------- | --------------------------------------------------------------------------- |
| Peuples créoles du monde entier, donnons-nous la main.                                | Tou dimoune ki koz langaz kreol anou mars ansam.                    | Tou kreol lor la ter, anou marye pyke.                     | Tou pep Kreol dan lemonn, annou atrap lanmen.                 | Anou pèp kréol dan lo Monn antyé anon mèt ansanm.                          | Усі креоли світу, беріться за руки («об'єднуйтеся»).                        |
| Nous sommes créoles, et donc nous parlons créole.                                     | Nou finn ne kreol, alor nou noz kreol.                              | Nou kreol, nou koz nou lang.                               | Nou Kreol, alor nou koz Kreol.                                | Nou lé kréol, nou koz kréol.                                               | Ми - креоли і тому ми говоримо по-креольськи.                               |
| Le créole est la puissante langue de notre patrie car il est parlé par tout le monde. | Langaz kreol pli gran patrimwann nou pei parski tou dimounn koz li. | Kreol li enn gran lang kot nou parski tou dimoune kose li. | Kreol i lalang pli pwisan nou patri akoz tou dimoun i koz li. | Lo kréol lé la lang lo pli gabyé nout nasyon parské tout domoun i koz ali. | Креоль - наймогутніша мова нашої батьківщини, бо на ній говорить весь світ. |

Рахунок до 10:
1: Enn
2: De
3: Trwa
4: Kat
5: Senk
6: Sis
7: Set
8: Ywit
9: Nef
10: Dis
Молитва Отче наш:
Ou, nou papa ki dan lesyel,
Fer ou ganny rekonnet konman Bondye.
Ki ou renny i arive.
Ki ou lavolonte i ganny realize
Lo later parey i ete dan lesyel
Donn nou sak zour nou dipen ki nou bezwen.
Pardonn nou pour bann lofans
Ki noun fer anver ou,
Parey nou pardonn sa ki n ofans nou.
Pa les tantasyon domin nou,
Me tir nou dan lemal.